# シュザンヌ・ダンコ
シュザンヌ・ダンコ（Suzanne Danco, 1911年1月22日 - 2000年8月10日）は、ベルギー出身のソプラノ歌手。
ブリュッセルの生まれ。ブリュッセル王立音楽院で声楽を学び、1936年にウィーンで開催された声楽コンクールで優勝した。このときに知り合った指揮者のエーリヒ・クライバーに勧められてプラハに留学し、フェルナンド・カルピに声楽を学ぶ。1940年にイタリアに渡り歌手として活動を始め、翌年にジェノヴァでヴォルフガング・アマデウス・モーツァルトの《コジ・ファン・トゥッテ》の公演にフィオルディリージ役として参加してオペラの初舞台を踏んだ。1948年にはミラノのスカラ座に初登場し、イギリスのグラインドボーン音楽祭にも出演している。1949年にナポリのサン・カルロ劇場でアルバン・ベルクの《ヴォツェック》がイタリアで初上演された際にはマリー役として出演した。1951年にはコヴェントガーデン王立歌劇場にも出演。1970年に現役を引退。
フィエーゾレにて没。

## 注
1. ↑  アーカイブ 2018年6月25日 - ウェイバックマシン
2. ↑  アーカイブ 2019年4月12日 - ウェイバックマシン
3. ↑  アーカイブ 2019年12月25日 - ウェイバックマシン
4. ↑  アーカイブ 2017年9月18日 - ウェイバックマシン

| スタブアイコン | サブスタブ | この項目は、まだ閲覧者の調べものの参照としては役立たない、人物に関連した書きかけの項目です。この項目を加筆・訂正などしてくださる協力者を求めています（P:人物伝/PJ:人物伝）。 |